# Peixoto Alves
João Peixoto Alves é um ciclista português nascido em 23 de maio de 1941 em Palmeira, uma freguesia do concelho de Braga. Profissional de 1960 a 1966, foi o vencedor da Volta a Portugal em 1965.

## Palmarés
- 1962
  - 1.ª etapa da Volta a Portugal (contrarrelógio)
  - 2.º da Volta a Portugal
- 1963
  - 1.ª (contrarrelógio por equipas), 4.ºb (contrarrelógio) e 9. ª etapas da Volta a Portugal
  - 3.º da Volta a Portugal
  - 7.º da Tour de l'Avenir
- 1964
  - 1.ª etapa da Volta a Portugal (contrarrelógio por equipas)
- 1965
  - Volta a Portugal :
    - Classificação geral
      - 5.ºtem etapa (contrarrelógio)

  - 3.º do GP Robbialac
  - 3.º de Porto Lisboa
- 1966
  -     - 1.ª (contrarrelógio), 8.ºtem e 14.º (contrarrelógio) etapas da Volta a Portugal

  - 2.º da Volta a Portugal

## Resultados na as grandes voltas

### Volta a Espanha
- 1962 : abandono
- 1963 : 50.º
- 1965 : abandono

## Prova em homenagem Peixoto Alves
todos os anos na categoria de Juniores realizasse o Circuito de Palmeira/Prémio Peixoto Alves, organizado pela associação ciclismo do Minho e junta de freguesia de Palmeira.